# 合理的にあり得ない 上水流涼子の解明
『合理的にあり得ない 上水流涼子の解明』（ごうりてきにありえない かみづるりょうこのかいめい）は、柚月裕子による日本の小説。『メフィスト』（講談社）にて、2012 VOL.3から2017 VOL.3まで、読切の形で不定期連載された。その後、『日刊ゲンダイ』にて、2022年10月3日から2023年2月3日まで連載された。
2017年2月15日には講談社より単行本が刊行され、2020年5月15日には講談社文庫にて文庫化された。2023年3月29日には、シリーズ第2巻となる『合理的にあり得ない2 上水流涼子の究明』が講談社より刊行された。
2023年4月期に関西テレビにてテレビドラマ化された。

## 登場人物
上水流 涼子（かみづる りょうこ）
探偵。頭脳明晰、そして変装の達人。資格を剥奪された元弁護士。空手の黒帯の保持者。
貴山 伸彦（たかやま のぶひこ）
涼子の相棒。IQ140の天才。東大出身。

## 書誌情報
- 柚月裕子『合理的にあり得ない 上水流涼子の解明』
  - 単行本：2017年2月15日発売、講談社、ISBN 978-4-06-220445-3
  - 文庫本：2020年5月15日発売、講談社文庫、ISBN 978-4-06-519065-4

## テレビドラマ
『合理的にあり得ない 〜探偵・上水流涼子の解明〜』（ごうりてきにありえない たんてい かみづるりょうこのかいめい）のタイトルで、2023年4月17日から6月26日までカンテレ制作・フジテレビ系列の「月曜夜10時枠の連続ドラマ」枠にて放送された。主演は天海祐希。

### キャスト

#### 主要人物
上水流涼子（かみづる りょうこ）
演 - 天海祐希（高校時代：茅島みずき）
探偵。頭脳明晰、そして変装の達人。傷害事件の冤罪で資格を剥奪された元弁護士。激辛の食べ物が好物。犯人と格闘した時などに、過去に椎名を殴った時の断片的な記憶のフラッシュバックに悩まされている。諫間慶介を心底憎んでおり、彼が紹介した案件を持ちかけられると真っ先に断る他、娘の久実を父の弱みを握るために採用する。
自身を結果的に罠に嵌め、催眠術（後催眠暗示）で椎名社長に暴力を振るう原因を作った張本人が諫間慶介であることを突き止め、彼の娘の久実と共に、諫間が進めようとした軍事用ドローンの製造計画「3776計画」を頓挫させる。
貴山伸彦（たかやま のぶひこ）
演 - 松下洸平
涼子の相棒。IQ140の天才でルービックキューブが得意。涼子以外の女性（特に若い女性）が苦手。猫好きで猫動画に癒される。一方で、ミステリアスな一面もあり、かつて父の治療費を稼ぐため、氷川の悪事に加担しており、そのことを涼子に伏せるのに嘘をつくため、彼女に疑われている。
球技全般が下手な運動音痴であったが、涼子が格闘する様子をトレースすることで格闘センスを発揮するようになる。
涼子が無意識に椎名に暴力を振るう催眠術（後催眠暗示）を掛けた張本人であり、そのことを氷川にバラされるが、涼子から信頼関係は「付き合った長さ」でなく「付き合った深さ」と言われ、人間性を信頼され、過ちを許される。

#### 周辺人物
諫間慶介（げんま けいすけ）
演 - 仲村トオル
総合商社・諫間グループの社長。久実の父。妻が他界してから、娘の久実と二人暮らし。かつて自社の顧問弁護士に涼子を雇っていたが、傷害事件を起こしたため契約解除する。冷静だが自分の思い通りにならないと他罰的になるため、涼子に久実を誘拐から助けてもらった後、縁を切られる。
軍事技術に転用可能な椎名レンズ社の高性能レンズを搭載した軍事用ドローンを製造する「3776計画」を推進するにあたり、顧問弁護士である涼子が障害となったため彼女を解雇することを画策する。本来は役員会を通す必要があったが、依頼主であるS・インダストリーから上手く調整すると話を持ち掛けられたことから、涼子に配慮することを条件にS・インダストリーに対処を任せたところ、催眠術（後催眠暗示）により涼子が椎名社長に暴力を振るう結果を招いてしまった。
グループ社員とその家族1万人の生活を守るために収益が必要なため、S・インダストリーから軍事用ドローンを製造する「3776計画」を持ち掛けられると、軍事技術と知りつつその依頼を受けるが、最後は涼子によりその計画を阻止するのに久実が巻き込まれ爆死したと騙されたことで計画内容を口にしたのを警察に盗聴され、外為法違反で逮捕される。
諫間久実（げんま くみ）
演 - 白石聖（第2話 - ）
名門・綾目女子大に通う社長令嬢。慶介の娘。大学3年生。慶介の独善的な過干渉の教育のために自主性が無く、他人をすぐ信用する傾向が高い。
誘拐から助けてくれた涼子に自分の目で人を見抜く力を付けるよう諭され人生経験を積む必要を感じ、涼子の探偵事務所に押しかける。初期は料理や買い出しといった雑用仕事しか関わらせてもらえなかったが、徐々に外仕事も任せられるようになる。
丹波勝利（たんば かつとし）
演 - 丸山智己
警視庁の相談センター窓口に勤める元刑事。元捜査一課で、涼子の関わる傷害事件で彼女の無実を信じた唯一の男。ダーティーハリーのファンで、普段着はハリーのコスプレで、時折、山田康雄風のしゃべり方をする。ホットドッグが好物。
有田浩次（ありた こうじ）
演 - 中川大輔
伸彦の古い友人。新宿・歌舞伎町にたむろする裏社会の住人。
竜也、虎雄
演 - 堀丞、優太
浩次の子分。

#### その他
佐久間
演 - 戸田昌宏
警視庁の刑事。
浜田克哉
演 - 山本晃大
警視庁の刑事。
椎名保
演 - 野間口徹
「椎名レンズ」の社長。グランドホテルのラウンジで涼子の拳が血まみれになるまで殴打される。
氷川に誘拐され、体に時限発火装置付きの爆薬を取り付けられてレンズの完成を急がされ、完成させたものの放置されたところを、涼子たちに発火装置を解除され、一命を取り留める。
天体観測用のレンズを製造していた技術に改良を重ね、レンズ単体でわずかな光を増幅させるレンズを開発し、諫間にそのレンズのさらなる改良品の開発を依頼されていた。諫間の社長室で目にした「3776計画」の「3776」が、涼子が暴力を振るう催眠術（後催眠暗示）が発動するキーワードとなっていた。
椎名孝
演 - 本田響矢（第9話 - ）
保の息子。父への謝罪に訪れた涼子を門前払いする。
貴山勇作
演 - 小林隆（第3話 - ）
伸彦の父。外務省の元官僚。火災による一酸化炭素中毒で意識不明の昏睡状態。
増本幸次郎と八雲治のODAの資金横領を告発しようとして罠に嵌められ、妻と娘（伸彦の妹）の放火殺人の犯人に仕立てられていた。

#### ゲスト

##### 第1話
神崎恭一郎〈55〉
演 - 髙嶋政伸
悪徳不動産ブローカー「神崎ソリューションズ」の社長。2年前、高級クルーザー船で衝突事故を起こしたのをきっかけに週刊誌にバブル期の地上げ、闇金、金の密輸の疑惑を報道された危険な男。モラハラ気質であり、自分の安全を脅かされると相手に危害を加えることも厭わない。
秘書の亜里沙との不倫写真を買い取るよう涼子に脅されるが、家族は承知していると買い取りを拒否する。
後に仮想通貨のブローカーとして近づいた伸彦が妻・朱美を騙し2千万円を引き出されていることを知ると伸彦を拉致し、臓器バイヤーに伸彦の角膜や臓器を売り払い、奪われた金を回収しようとするが形勢逆転され、離婚届にサインを書かされた上、警察に逮捕される。
松下祥子
演 - 街田しおん
神崎に所有する土地と工場を汚いやり口で奪われた被害者。丹波に紹介された涼子に、騙し取られた2千万円を取り返してほしいと依頼する。
松下昭二
演 - 水野智則
祥子の亡夫。神崎に騙されて土地と工場を奪われ、飛び降り自殺に追い込まれる。
神崎朱美〈46〉
演 - 戸田菜穂
神崎の妻。神崎から金を引き出せなかったため、涼子たちに金を引き出すターゲットにされる。推理作家パトリシア・クエンティンのファン。
涼子に偽のヨガ教室に誘導され、調査した身辺情報で占いが当たったように騙しこまれ、彼女の言うことを信頼するようになる。
ひきこもりの息子が手料理を食べてくれないことを心配しており、そのことを知った涼子が料理を食べさせることができる念を込めたと称する食器の売り込みを掛けられると、価値がないと分かりつつ、息子のために寄り添ってくれた涼子に感謝し、2千万円で買い取る。しかし、そのことを知り激高した神崎に納屋に監禁されてしまう。
神崎に過去の悪事の証拠を公にしないことと引き換えに、財産分与で3億5千万円を支払い離婚することを涼子を介して持ち掛け、離婚する。
神崎克哉〈15〉
演 - 齋藤潤
神崎の一人息子。明るみに出た父の悪行の疑惑にからめてネットで誹謗中傷され、ひきこもりとなる。ひきこもりになると母親の手料理を食べなくなってしまったが、野球部の部活帰りに寄っていた食堂のレシピを再現したカレーを母親から振舞われると、楽しかったころを思い出し、カレーをお代わりする。
橘亜里沙
演 - 工藤美桜
神崎の秘書で愛人。
山村
演 - 温水洋一　（第10話・最終話）
関東不動産協会の会長。ワクワク不動産の社長。涼子が仕込んだ精力剤入りの赤ワインを誤って飲んでしまい、発情して彼女に欲情する。
客を装い接近した涼子に、ヒプノセラピー「アリア」の店子が、山田隆史（氷川玲児）であったことを明かす。
最終話で上水流エージェンシーを蕎麦屋と間違い、出前の電話をかけてくる。
ボーイ
演 - 光平崇弘
関東不動産協会の創立60周年パーティの会場でドリンクを配るボーイ。

##### 第2話
円谷エリ
演 - 早見あかり
周囲を寄せ付けない雰囲気の謎の女。空手の達人。リアムとコンビを組み、仲良くなった女性を色男のリアムに紹介し、彼の虜にして薬漬けにし海外に売り飛ばす悪行を行う。
いつもの手口でだまそうとしていた女性が富豪の令嬢・久実だったことから、やり口を変えて彼女を誘拐し、諫間に5千万円の身代金を要求する。
身代金をもって現れた涼子がリアムとのギャンブル勝負に勝ったことから、リアムに身代金5千万円、ギャンブルの勝ち金5千万円を持ち逃げさせ、涼子に空手勝負を挑むが、敗れ去る。
広瀬リアム
演 - 猪塚健太
エリの幼なじみの男性。異常なまでのギャンブル体質。ポーカー初心者の富豪マダムに変装した涼子に接近され、涼子の策略でポーカーに大勝し1千万円を手に入れるが、さらに1千万円掛けたルーレット勝負を持ち掛けられると、涼子のギャンブルテクニックの前に敗れ去る。
ギャンブル時の様子から占いのラッキーナンバーを信じてギャンブルしている習性を見抜かれ、ラッキーナンバーを「2」と刷り込ませたうえで、久実の身代金を受け取る際、1から10の数字を涼香に当てさせる5千万円を掛けたギャンブルを彼女から持ち掛けられると、思惑通り「2」の数字を準備したため、再びギャンブルに敗れる。ギャンブルに負けると身代金とギャンブルの賞金それぞれ5千万円が収められた2つのケースを持ち逃げするが、中身を確認するとサツマイモに入れ替わっていたため、投棄する。しかしケースにトリックが仕掛けられており、5千万円は収められたままであったため、涼子たちに無事回収される。
剣持
演 - 村上航
かつて諫間グループの収賄事件を担当した検事。入手した音声データから、大臣、帝都データ、剣持の3者が結託して諫間を罠に嵌めようとしていたと当時弁護士だった涼子に裁判で追及される。
亜矢、真理奈
演 - 神谷天音、吉田莉桜
綾目女子大での久実の学友。久実は六本木のクラブに通い、学校を休んでいると食堂のおばさんに変装した涼子に教える。
シーシャバーの客
演 - 本田聡、保土田充
バーテンダー
演 - 石原健太郎
涼子と伸彦が潜入したクラブのバーテンダー。
黒服
演 - ジェントル、山川ありそ

##### 第3話
高円寺裕也 / 谷川修
演 - 高橋克実
怪しげな予知能力者。自分の欲のためには占えないが、人のためには占えると触れ込み、クラブに来店する客の素性やボートレースの着順を次々と的中させたことから、社長の仁志に契約金5千万円で「藤請建設」の顧問に招かれることになる。
中国の不動投資家・マダム楊に扮した涼子から、当選金1億円のロトくじの当選番号を礼金5千万円で占って欲しいと言われ占うが、礼金5千万円を支払う代わりに、占った1億円のロトくじの当選番号を渡すので、差額の5千万円を「藤請建設」の契約金の小切手で渡して欲しいと言われると、小切手を持ち逃げしようとしたため、杖を投げた伸彦に転倒させられ、詐欺師呼ばわりされるとその場から逃げ去る。
レース開始前、名刺の裏に書いたボートレースの順位を木箱に封印し、レース結果確定後に内容確認する手順で予想が的中したように見せかけていたが、新井と共謀し、何も書かなかった名刺を投入し、木箱に仕込んだ小型プリンターでレース結果を着物の袖の中でスマホを操作して印字した名刺を取り出し、涼子たちが的中に驚いている隙にプリンターと印字されていない名刺を新井に回収させていた。
本藤朝子
演 - 神野三鈴
建設会社「藤請建設」の会長。諫間の紹介で「上水流エージェンシー」を訪れ、高円寺に傾倒する息子の目を覚まして欲しいと依頼する。
本藤仁志
演 - 笠原秀幸
「藤請建設」の社長。朝子の息子。判断力に乏しく、高円寺の予知能力にすがる。
新井大輔
演 - 安井順平
仁志の秘書。自分で何も決められない若社長の仁志に安月給でこき使われていたのが気に入らなかったところを、高円寺（谷川）に詐欺を呼びかけられ、彼の詐欺に加担して二人で顧問料を山分けしようとしていた。
真由美
演 - 赤間麻里子
高円寺たちが訪れた「クラブ蘭」のママ。
刑事
演 - 川端大亮
警視庁捜査二課の刑事。逮捕した高円寺についての事情聴取で新井に任意同行を要請する。

##### 第4話
愛原樹里亜
演 - 水野美紀（第5話）
美容クリニック「マジェスティックビューティーラボ」の院長。美容家。涼子から真紀の痣のケアをしていなかった場合の治療費を交渉されるが、涼子を元犯罪者と罵り追い返す。
カルテに記載できない違法な薬品や施術が書かれた黒皮の手帳を厳重な金庫に保管しており、常にその金庫のカギを肌身離さず持ち歩いていたことから、秘書に採用された伸彦に浩次がSMクラブを突貫工事で改装したホストクラブに連れていかれると、そこに現れた涼子にケンカを吹っ掛けられ、どちらかが酔い潰れるまで酒を飲み続ける勝負に乗る。勝負に負けて酔い潰れたところで金庫のカギを奪われ、黒皮の手帳に書かれた、真紀に日本で無認可のイスラエル製の薬品「lavan」で施術した証拠写真を掴まれる。真紀の治療費に涼子からその証拠写真を2千万円で買い取るよう迫られるが、「lavan」ではなく、「1avan」という別の薬品であると言い張り買い取りを拒む。しかし、先ほどホストクラブで涼子から酒を浴びせかけられた際に伸彦に渡した2千万円以上のネックレスを、イミテーションのネックレスにすり替えられており、本物を売却した金で真紀の治療費に充てる算段がたてられる。
後日、殺害予告が届いたことから上水流エージェンシーに手付金1千万円、日当100万円で金に物を言わせて身辺警護と犯人の特定を依頼する。建設現場から資材の鉄パイプが落下して襲われるが、脅迫は自作自演の狂言で、国会議員に出馬するための話題作りであった。
西田真紀〈28〉
演 - 市川由衣（第5話）
依頼者。結婚を機に「マジェスティックビューティーラボ」で額の痣をを消す施術を受けるが、半年後消えたはずの痣がみるみる酷くなる。海外で整形するしか解決手段がなく、涼子に愛原から必要な治療費を奪って欲しいと依頼する。
愛原から奪った2千万円以上のネックレスを治療費として渡される前に、一足遅く結婚式を予定していた日に海に投身自殺を図ったと思われたが、愛原と決着をつけると海岸で対峙した際に海に突き落とされ殺されかけるも、奇跡的に生き延びており、生存していることを隠して愛原の通う高級エステのスタッフになり愛原の様子を伺っていた。
しかし、滝本が愛原に怒りをぶちまける様子を目撃して復讐を躊躇していたところ、涼子に消息を確認されると、愛原が海に突き落としたことを自白させるのに協力し、愛原を殺人容疑で警察に連行させることで復讐を果たす。最後は涼子により滝本と対面し、愛原から奪い取ったネックレスを治療費として渡される。
谷川俊也
演 - 長田成哉（第10話）
「谷川法律事務所」の弁護士。涼子の弁護士時代の後輩。真紀の依頼を聞いてもらうよう、彼女を涼子の探偵事務所に連れてくる。
催眠療法で不眠症が治ると、涼子にヒプノセラピー「アリア」を紹介し、そこで涼子は伸彦から「3776」と聞かされると暴力を振るう催眠術を掛けられてしまい、椎名が血まみれになるまで殴り続けてしまった。涼子との接触後、ビルの8階の非常階段から転落して亡くなる。
イケメン白人
演 - NIHI
愛原がクリニックでいちゃついていた金髪のイケメン白人。
秘書の応募者
演 - 早瀬圭人
愛原が応募した秘書の応募者。
今村
演 - 野崎智子（第5話）
愛原の秘書の採用面接に同席していた「マジェスティックビューティーラボ」の看護婦。
滝本悟志
演 - 小久保寿人（第5話）
真紀の婚約者。十字建設の社員。真紀の痣が酷くなったのを境に結婚を取りやめようと告げ、音信不通となる。
同郷の西津軽出身の男を演じる伸彦に接触され、真紀が投身自殺を図る前に愛原と決着をつけるとメールが送信されてきたと明かす。
警備員
演 - 吉田ウーロン太
「マジェスティックビューティーラボ」の警備員。愛原の許可がなければクリニックに入れない時間帯の警備をしていたが、愛原の声真似をした涼子に騙され、自宅に帰宅させられる。
宝石商
演 - 大橋忠弘
愛原に宝飾品を売り込みに行った際、彼女が2千万円以上のネックレスがイミテーションにすり替えられていることに気づいていないか確認し、涼子たちに気付いていないと報告する。
野川慎一
演 - 大場泰正（第6話）
帝都総合病院の医師。勇作の主治医。
看護師
演 - 羽野敦子（ - 第6話）、笹本ゆり
帝都総合病院の看護師。伸彦が父の見舞いに毎週病院に通っていることに感心する。

##### 第5話
痩身希望のクライアント
演 - かなで（3時のヒロイン）
「マジェスティックビューティーラボ」のクライアント。高額な痩身薬を愛原から売り込みを掛けられるが、大食のため涼子に食事内容を見直すよう諭され、購入を阻止される。
警備員
演 - 市村亮、犬塚マサオ
「マジェスティックビューティーラボ」の警備員。鞄に爆弾と火薬を入れた不審者に変装した浩次の身柄を確保するが、中身はおでんの具のばくだんと、かやくご飯のお弁当だった。
運転手
演 - 枝光利雄
愛原を拉致するために涼子にネット求人で雇われた運転手。
漁師
演 - ジジ・ぶぅ
愛原に海に突き落とされ、奇跡的に流れ着いた真紀を保護していたが、生存していることを真紀に口止めされていた。
セラピスト
演 - 森みはる
愛原を担当する「スパ セラピア」のセラピスト。
記者
演 - 大堀結衣
愛原の記者会見で質問する記者。

##### 第6話
八雲治
演 - 浅野和之
八雲建設の社長。アジアの途上国へ多額の寄付をする慈善家として知られる一方、美食家としても有名で、贅沢三昧な日々を送る。
美食家であることからドクツルタケをトリュフと偽り食べさせられ、解毒剤を渡す代わりに6年前の悪事を白状するように涼子に脅され、カンボジアの病院建設のODA資金を横領し、その不正を告発しようとした勇作と野崎を暗殺したことを白状するが、食べさせられたのはレイシで命に別状はなく、白状の内容を確認した丹波に逮捕される。
増本幸次郎（ますもと こうじろう）
演 - 石黒賢
国会議員で外務副大臣。ODAの資金を横領しようと八雲に悪事を持ち掛け、横領を告発しようとした勇作を罠に嵌め、妻と娘の殺害犯に仕立て上げ、八雲建設の野崎を鉄道事故に見せかけ、手下に暗殺させていたが、ドクツルタケをトリュフと偽り食べさせられ、解毒剤を渡す代わりに6年前の悪事を白状するように涼子に脅される。
野崎多香子（のざき たかこ）
演 - 野村麻純
線路に転落して轢死した夫の死の真相を調べてほしいと、夫から送られた総額200万円の指輪とネックレスを報酬に上水流エージェンシーに調査を依頼する。
野崎
演 - 伊藤祐輝
多香子の夫。死の直前、「いつか俺は八雲社長に殺されるかもしれない」と怯えていた。6年前の増本幸次郎と八雲治のODA資金横領を告発しようとしていた。
亡くなる前、娘の部屋の壁紙を張り替えていたが、カンボジアに12億円の建設費で建設する病院を6億円で建設した証拠書類を壁紙の下に隠していた。
野崎さくら
演 - 小井圡菫玲
多香子の娘。父が亡くなったことを伏せられている。
田辺
演 - 酒井敏也
八雲のハイヤーの運転手。ハイヤーに盗聴器を仕込むため、天童よしみや綾小路きみまろが街ブラロケしていると涼子に騙され離席させられる。
深雪、芳野
演 - 千景、そら香
八雲の料亭の会食に呼ばれた芸者。
大迫彰吾
演 - 入江甚儀
増本の秘書。わずかに意識を回復した伸彦の父の呼吸装置を増本の命令で外し暗殺しようとするが、涼子と伸彦に阻止される。
選挙スタッフ
演 - 福田博之
増本の選挙事務所のベテランスタッフ。チラシを配れていない大迫に「もういいお弁当でも配ってこい」と叱責する。
選挙スタッフ
演 - 登峯一
増本幸次郎の選挙事務所のスタッフ。選挙事務所が現金をばらまいていることを、選挙スタッフに扮した伸彦に教える。
制服警官
演 - 山本耕大
伸彦が昏睡状態の父を襲ったため、帝都総合病院の病室の警備につく。
望月
演 - 八十田勇一
貴山優作の放火殺人を捜査する刑事。
面接官
演 - ロバート・ボールドウィン
6年前、伸彦が面接を受けたニューヨークの企業「dexter」の面接官。

##### 第7話
石原歩美
演 - 酒井若菜
有名なインテリアコーディネーター。娘の星名が猿轡をされ誘拐された写真がスマホに送信され、誘拐犯からチャットで様々な指示が送られてくる。
石原啓士
演 - 山崎樹範
歩美の夫。経営コンサルタント。娘の誘拐事件解決を久実が開設した「上水流エージェンシー」のSNSを介して、手付金500万円、成功報酬1千万円で依頼する。
石原星名〈7〉
演 - 山本紗々萊
歩美と啓士の一人娘。誘拐され、両親が遠隔カメラで監視されており、警察に通報すると命がないと脅迫されたため、「上水流エージェンシー」に事件解決が依頼される。
両親が不仲で、さらに互いに不倫していると考えており、元家庭教師の岡田に協力させ狂言誘拐を実行し、ホームパーティーを開き、不倫相手を炙り出して両親を復縁させようとしていた。
赤西里穂
演 - 滝裕可里
啓士の秘書。
青田
演 - 小柳友
建築家。歩美の仕事仲間。
白鳥薫
演 - 水沢エレナ
啓士が通う歯科の女性歯科医。啓士の不倫相手。
桃井聡子
演 - 彩輝なお
啓士が行きつけのスナック「桃」のママ。
黒川広大
演 - 野村祐希
歩美が通うジムのパーソナルトレーナー。
岡田美沙
演 - 浅川梨奈
星名の元家庭教師。星名の狂言誘拐に協力する。啓士が白鳥と不倫する前の不倫相手だったが、しつこいために、不倫関係を解消される。
啓士と復縁するため、途中から実際に星名を誘拐し、放置するとドライアイスが充満し星名が呼吸できなくなる状況にして、啓士を寝取った白鳥を歩美に刃物で殺害させる指示を出す。最後は歩美を殺害しようとするが、事前に涼子に犯行を見抜かれ、白鳥に涼子が密かに入れ替わり歩美に刺されたふりをして、歩美を襲おうとしたところを拘束され、丹波に逮捕される。

##### 第8話
新藤達也
演 - 眞島秀和（高校時代：小林喜日）
涼子の高校の吹奏楽部の後輩。東林銀行の行員。再会した涼子に好きな気持ちを伝え、交際を申し込む。
居酒屋で涼子と食事をした際、リンパ脈管筋腫症で体調を崩した妹がおり、海外での肺移植が必要と告げ、涼子に妹の手術費用の不足分である500万円を無心する。
涼子には渋谷にマンションを所有すると言っていたが、川崎の集合住宅に住んでおり、交際相手の陽菜の治療費のために銀行の金を横領をしようとした寸前で見つかり、解雇されている。
矢上姉妹を騙る詐欺師にだまされ金を搾取されていたことを涼子に明かされるも、移植手術が必要なくよかったと涙するなど、涼子からもバカがつくほど人がいいと貶された。
矢上陽菜
演 - 松井愛莉
新藤の交際相手。公園で新藤がベンチに忘れたスマホを渡したことをきっかけに彼と交際するようになるが、遺伝異常が原因でリンパ脈管筋腫症を患い、治療を新藤に頼る。
実は詐欺の常習犯で、朱音と姉妹のふりをし、難病を患っている芝居をして新藤から治療費名目で金を騙しとっていた。
難病の人のふりをしていた報いに、涼子に刃物で肺を摘出して難病の人に提供するよう胸を刺されるが、おもちゃの刃物で騙されただけで、罪を償うよう忠告され、警察に逮捕される。
矢上朱音
演 - 永尾まりや
陽菜の姉。陽菜とキッチンカーでサンドイッチを販売していたが、妹の病気療養の費用を工面するため、キッチンカーを売却するなどしたと、新藤に相談する。
実は詐欺師で、銀行員である新藤をターゲットに、公園で彼のスマホをスって陽菜に渡し、偶然を装ってベンチに忘れてあったスマホを渡した体裁で近づき、色仕掛けで虜にする。
生活感のないアパートに住んでいたことを怪しんだ涼子に素性を調査され、元看護師で、陽菜と組んで詐欺を働き、男たちから金を騙し取っていたことを突き止められる。
陽菜とは姉妹でもなく、名前も偽名だった。
東林銀行の行員
演 - 神田聖司、林勇輝
目黒支店の行員。久実に新藤の身辺調査のため逆ナンパで誘われる。新藤のことを質問すると、彼は横領未遂で解雇されたと教える。
坂本
演 - 大川星哉
涼子の高校時代の吹奏楽部の後輩。吹奏楽部の横断幕が破られる事件が起こり、涼子が幕に靴跡があり、サイズを照合すれば犯人が分かるとはったりをかますと、動揺する。
横断幕にいたずらして破いてしまったのを新藤に目撃されていたが、涼子のはったりにも名乗り出ることはなかった。
合コンのメンバー
演 - みりちゃむ
久実が東林銀行の行員と合コンをした際の、久実の隣に座る参加女性。
チンピラ
演 - 酒井靖史、俵広樹
陽菜と朱音と中華パブ「泡泡鳥」で酒盛りをしていた男性二人組。陽菜と朱音に冷や水を浴びせる涼子と格闘するが、涼子と加勢した伸彦に敗れる。
バッティングセンターの係員
演 - 山口のりとも
涼子と新藤が訪れたバッティングセンターの係員。ホームラン賞の景品を渡す。
店員
演 - 松本銀二
詐欺師たちが酒盛りしていた中華パブ「泡泡鳥」の店員。
店員
演 - てぃーなか
涼子と新藤が訪れた居酒屋の店員。
氷川玲児 / 山田隆史
演 - 阿部亮平（第9話 - 最終話）
オイルライターに似せたケースに入れたタブレット菓子を食べる謎の男。
表向きは資産運用会社「リバーエンドコーポレーション」のCEO山田だが、その正体は元半グレで日本と東南アジアを行き来する闇バイトの元締めであり、殺害の容疑者の息子としてまともな仕事に就けず、父の治療費を稼ぐことができなかった伸彦に詐欺を加担させていた。再び詐欺を働くのに伸彦の能力を利用しようと涼子に危害を加えることをほのめかし、彼に強制的に詐欺の片棒を担がせる。しかし、最終的には悪事に加担できないと手を引くことを伸彦に告げられたため、彼を監禁して事務所に辿り着いた涼子には伸彦が催眠（後催眠暗示）を掛けた張本人だと映像を使って暴露する。そのまま伸彦をロシアンルーレットで脅しながら殺害しようとするが、涼子と丹波が救いに現れ、丹波からピストルを銃撃で弾き飛ばされたため、その場から逃亡する。
伸彦に諫間慶介が涼子に催眠（後催眠暗示）をかけて椎名を殴るように仕向けたと明かすが、実際は軍事用ドローンを製造する「3776計画」を進める外国企業「S・インダストリー」に雇われ諫間を黒幕に仕立て、涼子を罠に嵌めていた。

##### 第9話
澤本香奈江
演 - 入山法子
10歳の息子の親権を取り戻してほしいと涼子に依頼する。しかし、男物の香水の残り香がしたことから追跡すると、トイレで派手な衣装に着替え、堂本勇二とラブホテルに入っていったため、涼子たちがラブホテルの隣室に侵入すると、直人の親権を取り戻し、安生健吾の財産を奪い取る相談を堂本としていたのをコンクリートマイクで盗聴・録音される。金のために血のつながった子供を利用する母親は親子的にあり得ないと涼子に断罪され、依頼を断念せざるを得ないと判断される。
安生健吾
演 - 高橋光臣
「安生クリニック」の整形外科医。5年前に離婚した香奈江の元夫。
子供ができない体と認識しているが香奈江が直人を妊娠したことから、血のつながりが無くとも直人を育て上げようと心に誓う。だが、出産直後に香奈江が育児放棄して男と遊び歩くようになり、子育てに戻ってくれるのを直人が5歳になるまで耐えていたが、彼女が変わる気配がなかったことから、香奈江と離婚する。
安生直人
演 - 大平洋介
香奈江の息子。親権を持つ健吾と暮らしている。厳しいが立派な医者である父を尊敬し、将来は父のような医者になると健吾と久美に告げる。
堂本勇二
演 - 木戸邑弥
ホスト崩れのクズ野郎。金になりそうな女性を騙し、食い物にする。香奈江を騙して直人の親権を奪わせ、安生健吾の財産が手に入れば、入手した青酸カリで彼女を殺し、金を奪おうと二股をかけていたメグに別日に同じラブホテルで話していたのを、涼子たちにコンクリートマイクで盗聴・録音され、香奈江に暴露される。
メグ
演 - 松川菜々花
勇二が香奈江に隠れて二股交際していた女性。
青木
演 - 田津原理音
「安生クリニック」の患者。ヘルニアが完治していないのにジョギングしたことを安生に叱られる。
警官
演 - 逢川大樹、米村拓彰
声をかけた久美が不審者だと直人から通報された、東陽警察署潮見交番の警官。
看護師
演 - 結城陽葵
「安生クリニック」の看護師。

##### 第10話
谷川の秘書
演 - 外山史織
ここ8カ月前に谷川は個人事務所を設立したことを協業する弁護士に扮装した涼子に語る。
警察
演 - 田山由起（役名：田口慶子）、井上賢嗣
谷川が転落死した件で涼子を任意同行して取り調べる。
光谷啓太郎
演 - 中山克己
亡くなった資産家。彼に資産運用を任されていたと氷川は彼の妻に近づく。
光谷静江
演 - 白川和子
啓太郎の妻。資産運用の口座の名義変更するために必要とスマートフォンを提出させ、ネットバンキングの預金を全て奪われそうになる。
氷川の手下
演 - 勝呂学（最終話）、三濃川陽介（最終話）
伸彦を襲うよう氷川に命令され彼を襲う。涼子の格闘術をトレースした伸彦の前に敗れるが、監禁された彼を痛めつける。
日下葵
演 - 桑原麻紀（第2話）
涼子が後催眠暗示で椎名に殴りかかったグランドホテルの喫茶店のウェイトレス。
警備員
演 - 栫良太（第1話）
涼子が後催眠暗示で椎名に殴りかかったのを止めに入ったグランドホテルの警備員。
カップル
演 - 佐藤菜奈子、飛田一樹
涼子が谷川と屋内駐車場で揉めている様子を目撃し、警察を呼ぼうかと声をかける。

##### 最終話
S（エス）
演 - 佐野史郎
S・インダストリーの社長。諫間慶介に椎名レンズの高性能レンズはいつ完成するのかと催促する。
警備員
演 - 玉山鉄二
諫間グループ本社の警備員。諫間の誕生日をサプライズで祝うので社長室をバルーンアートで飾るのに、バルーン業者に扮した涼子と伸彦を社長室に通すよう、久実から交渉される。

### スタッフ
- 原作 - 柚月裕子『合理的にあり得ない 上水流涼子の解明』（講談社文庫）
- 脚本 - 根本ノンジ[7]
- 音楽 - 眞鍋昭大[7]
- 主題歌 - ざきのすけ。「彼は誰どき」（ソニー・ミュージックレーベル）[83]
- 警察監修 - 尾崎祐司
- 法律監修 - 芦原愛一郎
- 医療監修 - 中澤暁雄
- 心理監修 - 小高千枝[84]
- 演出 - 光野道夫、二宮崇、倉木義典[7]
- プロデューサー - 萩原崇、清家優輝[7]
- 制作協力 - ファインエンターテインメント[7]
- 制作著作 - カンテレ

### 放送日程
| 話数                                                                        | 放送日  | サブタイトル       | サブタイトル                                  | 演出            | 視聴率 |
| 話数                                                                        | 放送日  | 本放送             | その他                                        | 演出            | 視聴率 |
| --------------------------------------------------------------------------- | ------- | ------------------ | --------------------------------------------- | --------------- | ------ |
| chapter1                                                                    | 4月17日 | 合理的にあり得ない | 異色の探偵!最強タッグが動き出す2000万取り戻せ | 光野道夫        | 9.3%   |
| chapter2                                                                    | 4月24日 | 心情的にあり得ない | 因縁の相手の依頼!1億賭けた真剣勝負            | 光野道夫        | 7.9%   |
| chapter3                                                                    | 5月01日 | 確率的にあり得ない | 謎の予知能力者!驚愕のトリック暴け             | 二宮崇          | 8.3%   |
| chapter4                                                                    | 5月08日 | 生理的にあり得ない | 悪徳女医の秘密!女同士の大バトル!              | 光野道夫        | 7.8%   |
| chapter5                                                                    | 5月15日 | 現実的にあり得ない | 恐怖の殺害予告!悪徳女医を警護せよ             | 光野道夫        | 7.5%   |
| chapter6                                                                    | 5月22日 | 存在的にあり得ない | 明かされる過去!父と子の涙と陰謀!              | 二宮崇          | 7.1%   |
| chapter7                                                                    | 5月29日 | 計画的にあり得ない | 誘拐された少女!地獄のパーティー!              | 倉木義典        | 7.5%   |
| chapter8                                                                    | 6月05日 | 恋愛的にあり得ない | コンビ解消の危機 愛と憎しみの難事件           | 二宮崇          | 7.4%   |
| chapter9                                                                    | 6月12日 | 親子的にあり得ない | 息子の親権奪還!動き出す過去の因縁             | 二宮崇          | 7.4%   |
| chapter10                                                                   | 6月19日 | 絶対的にあり得ない | 謎の動画の真実!最強タッグが崩壊!              | 光野道夫 二宮崇 | 7.8%   |
| Last chapter                                                                | 6月26日 | 人間的にあり得ない | 最凶の敵と対決 最後の大作戦決行!              | 光野道夫        | 7.8%   |
| 平均視聴率 7.8%（視聴率はビデオリサーチ調べ、関東地区・世帯・リアルタイム） |         |                    |                                               |                 |        |

- 初回は22時 - 23時9分の15分拡大放送[8]。
- 第10話は『風間公親-教場0-』の放送拡大[88]に伴い15分繰り下げられ、22時15分 - 23時9分に放送された[89]。

### その他
- 同年1月期にフジテレビ系「木曜劇場」枠にて放送された『忍者に結婚は難しい』の第10話に松下がゲストとして出演[90]。本作で演じる貴山伸彦の役柄が反映された[90]、猫探偵で諜報部員の山田伸彦役を演じた[91]。
- 本作でゲスト出演した玉山鉄二と温水洋一は、2009年と2011年に天海が「木曜劇場」枠にて主演した『BOSS』で共にレギュラーを務めており、台詞や役名など同作を思わせる演出がなされている。

| カンテレ制作・フジテレビ系列 月曜夜10時枠の連続ドラマ | カンテレ制作・フジテレビ系列 月曜夜10時枠の連続ドラマ                     | カンテレ制作・フジテレビ系列 月曜夜10時枠の連続ドラマ |
| 前番組                                                | 番組名                                                                    | 次番組                                                |
| ----------------------------------------------------- | ------------------------------------------------------------------------- | ----------------------------------------------------- |
| 罠の戦争 （2023年1月16日 - 3月27日）                  | 合理的にあり得ない 〜探偵・上水流涼子の解明〜 （2023年4月17日 - 6月26日） | 転職の魔王様 （2023年7月17日 - 9月25日）              |